# Abraham M. Schermerhorn
Abraham Maus Schermerhorn (* 11. Dezember 1791 in Schenectady, New York; † 2. August 1855 in Savin Rock, Connecticut) war ein US-amerikanischer Politiker. Zwischen 1849 und 1853 vertrat er den Bundesstaat New York im US-Repräsentantenhaus.

## Werdegang
Abraham Maus Schermerhorn wurde ungefähr acht Jahre nach dem Ende des Unabhängigkeitskrieges im Schenectady County geboren. Er schloss seine Vorstudien ab. 1810 graduierte er am Union College in Schenectady. Er studierte Jura. Seine Zulassung als Anwalt erhielt er 1812. Im selben Jahr brach der Britisch-Amerikanische Krieg aus. 1813 zog er nach Rochester. Dort ging er Bankgeschäften nach. 1834 war er Supervisor von Rochester und 1837 Bürgermeister. Er saß 1848 in der New York State Assembly. Im selben Jahr ging der Mexikanisch-Amerikanische Krieg zu Ende. Politisch gehörte er der Whig Party an.
Bei den Kongresswahlen des Jahres 1848 für den 31. Kongress wurde Schermerhorn im 28. Wahlbezirk von New York in das US-Repräsentantenhaus in Washington, D.C. gewählt, wo er am 4. März 1849 die Nachfolge von Elias B. Holmes antrat. Schermerhorn wurde einmal wiedergewählt und schied dann nach dem 3. März 1853 aus dem Kongress aus. Er verstarb ungefähr sechs Jahre vor dem Ausbruch des Bürgerkrieges in Savin Rock bei New Haven. Sein Leichnam wurde dann auf dem Mount Hope Cemetery in Rochester beigesetzt.